# Thiết kế cho sản xuất đắp dần
Thiết kế cho sản xuất đắp dần (DfAM hoặc DFAM) là thiết kế để có khả năng sản xuất như được áp dụng cho sản xuất đắp dần (AM). Đó là một loại phương pháp thiết kế chung hoặc các công cụ theo đó hiệu suất chức năng và/hoặc các yếu tố vòng đời sản phẩm quan trọng khác như khả năng sản xuất, độ tin cậy và chi phí có thể được tối ưu hóa tùy thuộc vào khả năng của công nghệ sản xuất đắp dần.
Khái niệm này xuất hiện do mức tự do thiết kế khổng lồ của các công nghệ AM mang lại. Để tận dụng đầy đủ các khả năng độc đáo từ các phương pháp AM, các phương thức hoặc công cụ DFAM là rất cần thiết. Các công cụ hoặc phương pháp DFAM điển hình bao gồm tối ưu hóa topo, thiết kế cho cấu trúc đa dạng (cấu trúc mạng hoặc tế bào), thiết kế đa vật liệu, tùy chỉnh hàng loạt, hợp nhất chi tiết và các phương pháp thiết kế khác có thể sử dụng các tính năng hỗ trợ AM.
DFAM không phải lúc nào cũng tách biệt khỏi DFM (thiết kế cho chế tạo), vì việc tạo ra nhiều đối tượng có thể bao gồm cả các bước bồi đắp và cắt bỏ. Tuy nhiên, cái tên "DFAM" có giá trị bởi vì nó tập trung sự chú ý vào cách thương mại hóa AM trong vai trò sản xuất không chỉ là vấn đề tìm ra cách chuyển các phần hiện tại từ cắt gọt sang đắp dần. Thay vào đó, nó là về thiết kế lại toàn bộ các đối tượng (hội đồng, hệ thống phụ) theo quan điểm của sự sẵn của các công nghệ AM tiên tiến mới. Toàn bộ thiết kế trước đó của chúng - kể cả cách thức, tại sao và tại những nơi chúng được chia thành các phần rời rạc — được hình thành trong các ràng buộc của một thế giới mà công nghệ AM tiên tiến chưa tồn tại. Do đó, thay vì chỉ sửa đổi một phần thiết kế hiện có, DFAM chính thức liên quan đến những thứ như hình dung đối tượng tổng thể sao cho nó có ít bộ phận hơn hoặc một bộ phận mới với ranh giới và kết nối khác nhau đáng kể. Đối tượng như vậy có thể không còn một lắp ráp nào hoặc được lắp ráp với ít chi tiết hơn. Nhiều ví dụ về tác động thực tế sâu xa của DFAM đã xuất hiện trong những năm 2010, khi AM mở rộng việc thương mại hóa. Ví dụ, vào năm 2017, GE Aviation tiết lộ rằng họ đã sử dụng DFAM để tạo ra một động cơ máy bay trực thăng với 16 phần thay vì 900, với tác động tiềm năng lớn dẫn đến việc giảm sự phức tạp của chuỗi cung ứng. Đây là khía cạnh được suy nghĩ lại triệt để đã dẫn đến các chủ đề như "DFAM yêu cầu" sự đột phá cấp doanh nghiệp'." Nói cách khác, sự đổi mới đột phá mà AM có thể cho phép có thể mở rộng một cách hợp lý trong toàn bộ doanh nghiệp và chuỗi cung ứng của nó, chứ không chỉ thay đổi cách bố trí trên sàn nhà máy.
DFAM liên quan đến cả hai chủ đề rộng (áp dụng cho nhiều quy trình AM) và tối ưu hóa cụ thể cho một quy trình AM cụ thể. Ví dụ, phân tích DFM cho stereolithography tối đa hóa DFAM cho phương thức đó.

## Bối cảnh
Sản xuất đắp dần được định nghĩa là một quá trình kết nối vật liệu, nhờ đó một sản phẩm có thể được chế tạo trực tiếp từ mô hình 3D của nó, thường là theo từng lớp. So với các công nghệ sản xuất truyền thống như gia công CNC hoặc đúc, các quy trình AM có một số khả năng độc đáo. Nó cho phép chế tạo các bộ phận có hình dạng phức tạp cũng như phân bố vật liệu phức tạp. Những khả năng độc đáo này mở rộng đáng kể sự tự do thiết kế cho các nhà thiết kế. Tuy nhiên, nó cũng mang lại một thách thức lớn. Các quy tắc hoặc nguyên tắc thiết kế truyền thống cho sản xuất (DFM) bắt rễ sâu trong tâm trí của các nhà thiết kế và hạn chế nghiêm trọng các nhà thiết kế để cải thiện hơn nữa hiệu năng chức năng của sản phẩm bằng cách tận dụng các khả năng độc đáo này do các quy trình AM mang lại. Hơn nữa, các công cụ CAD dựa trên tính năng truyền thống cũng rất khó để đối phó với hình học bất thường để cải thiện hiệu suất chức năng. Để giải quyết những vấn đề này, các phương pháp hoặc công cụ thiết kế là cần thiết để giúp các nhà thiết kế tận dụng toàn bộ lợi thế của tự do thiết kế do các quy trình AM cung cấp. Các phương pháp hoặc công cụ thiết kế này có thể được phân loại là Thiết kế cho Sản xuất đắp dần

## Các phương pháp

### Tối ưu hóa cấu trúc liên kết
Tối ưu hóa cấu trúc liên kết là một loại kỹ thuật tối ưu hóa cấu trúc có thể tối ưu hóa bố cục vật liệu trong một không gian thiết kế nhất định. So với các kỹ thuật tối ưu hóa cấu trúc điển hình khác, chẳng hạn như tối ưu hóa kích thước hoặc tối ưu hóa hình dạng, tối ưu hóa cấu trúc liên kết có thể cập nhật cả hình dạng và cấu trúc liên kết của một chi tiết. Tuy nhiên, các hình dạng tối ưu phức tạp thu được từ tối ưu hóa cấu trúc liên kết luôn là vấn đề nhức đầu cho các quy trình sản xuất truyền thống như gia công CNC. Để giải quyết vấn đề này, các quy trình sản xuất đắp dần có thể được áp dụng để chế tạo kết quả tối ưu hóa cấu trúc liên kết. Tuy nhiên, cần lưu ý, một số hạn chế về sản xuất như kích thước tính năng tối thiểu cũng cần được xem xét trong quá trình tối ưu hóa cấu trúc liên kết. Kể từ khi tối ưu hóa topology có thể giúp các nhà thiết kế đạt được dạng hình học phức tạp tối ưu cho sản xuất đắp dần, kỹ thuật này có thể được coi là một trong những phương pháp DFAM.

### Thiết kế cấu trúc đa cấu trúc
Do khả năng độc đáo của các phương pháp AM, các bộ phận có phức tạp đa dạng có thể được thực hiện. Điều này cung cấp một sự tự do thiết kế tuyệt vời cho các nhà thiết kế để sử dụng cấu trúc tế bào hoặc cấu trúc mạng trên vi mô hoặc trung bình cho các thuộc tính ưa thích. Ví dụ, trong lĩnh vực hàng không vũ trụ, các cấu trúc mạng được chế tạo bởi quy trình AM có thể được sử dụng để giảm khối lượng. Trong lĩnh vực y sinh học, cấy ghép sinh học làm bằng cấu trúc mạng hoặc tế bào có thể tăng cường sự tương hợp.

### Thiết kế đa vật liệu
Các bộ phận có phân bố vật liệu đa vật liệu hoặc phức tạp có thể đạt được bằng các quy trình sản xuất đắp dần. Để giúp các nhà thiết kế tận dụng lợi thế này, một số phương pháp thiết kế và mô phỏng  đã được đề xuất để hỗ trợ thiết kế chi tiết với nhiều vật liệu hoặc Vật liệu được phân loại theo chức năng. Những phương pháp thiết kế này cũng mang lại một thách thức cho hệ thống CAD truyền thống. Hầu hết chúng chỉ có thể đối phó với các vật liệu đồng nhất hiện nay.

### Thiết kế để tùy chỉnh hàng loạt
Vì sản xuất phụ gia có thể trực tiếp chế tạo các bộ phận từ mô hình kỹ thuật số của sản phẩm, nó làm giảm đáng kể chi phí và thời gian sản xuất các sản phẩm tùy chỉnh hàng đầu. Vì vậy, làm thế nào để nhanh chóng tạo ra các bộ phận tùy chỉnh sẽ trở thành một vấn đề trung tâm của tùy biến hàng loạt. Một số phương pháp thiết kế > đã được đề xuất để giúp nhà thiết kế hoặc người dùng có được sản phẩm được tùy chỉnh một cách dễ dàng. Những phương pháp hoặc công cụ này cũng có thể được coi là phương pháp DFAM.

### Hợp nhất chi tiết
Do những hạn chế của phương pháp sản xuất truyền thống, một số thành phần phức tạp thường được tách thành nhiều phần để dễ sản xuất cũng như lắp ráp. Tình trạng này đã được thay đổi bằng cách sử dụng các công nghệ sản xuất đắp dần. Một số trường hợp nghiên cứu đã được thực hiện để cho thấy một số bộ phận trong thiết kế ban đầu có thể được hợp nhất thành một phần phức tạp và được chế tạo bởi các quy trình sản xuất đắp dần. Quá trình thiết kế lại này có thể được gọi là hợp nhất các bộ phận. Các nghiên cứu cho thấy hợp nhất chi tiết không chỉ giảm số lượng chi tiết, nó cũng có thể cải thiện hiệu suất chức năng sản phẩm. Các phương pháp thiết kế có thể hướng dẫn các nhà thiết kế thực hiện hợp nhất một phần cũng có thể được coi là một phương pháp DFAM.